# Кухня Оахаки

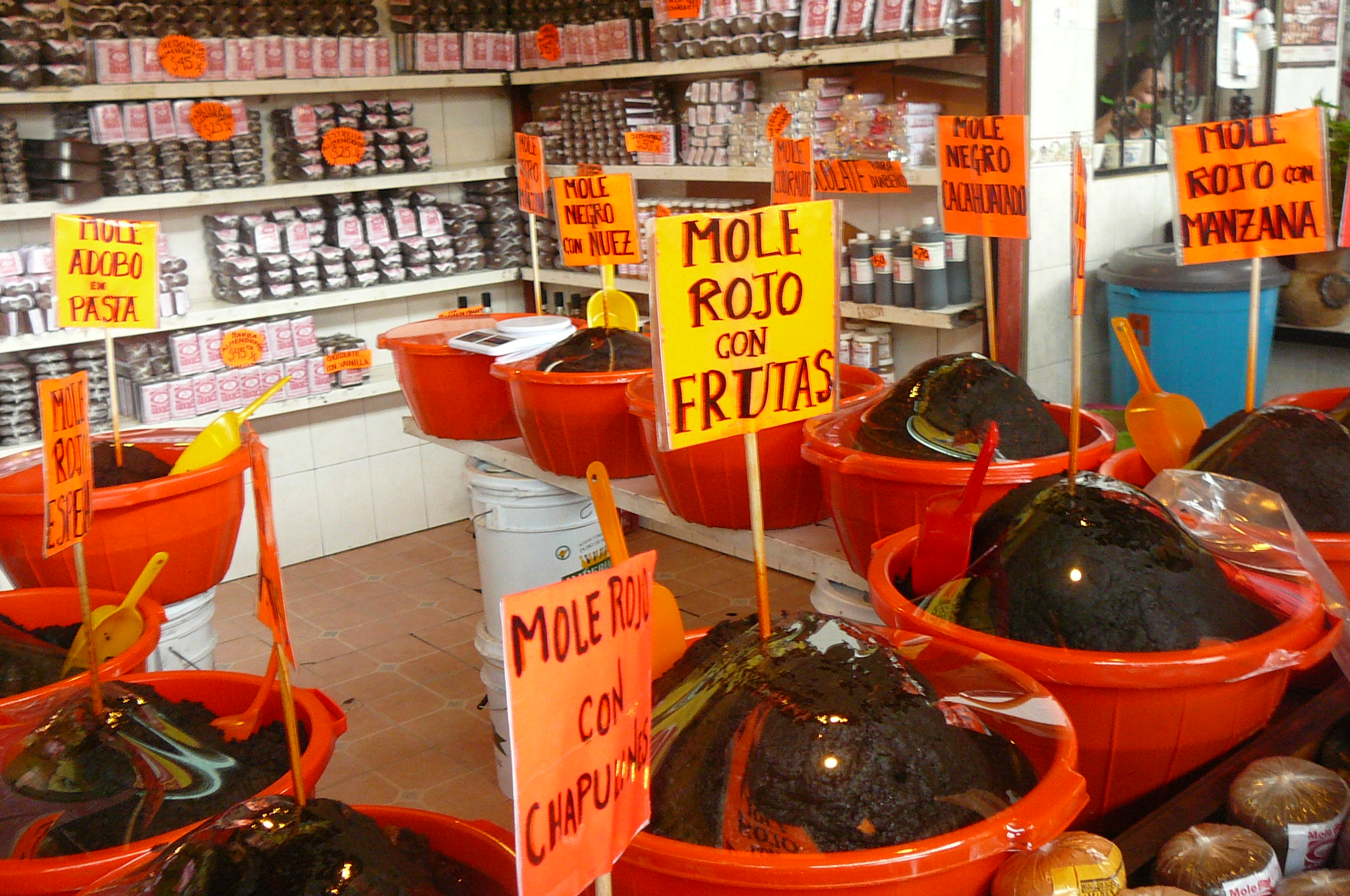
Магазин с различными оахаканскими соусами моле

Кухня Оахаки — региональная мексиканская кухня, центром которой является город Оахака, столица одноимённого штата, расположенного на юге Мексики. Оахака — один из крупнейших гастрономических и исторических центров страны, чья кухня известна на международном уровне. Как и вся мексиканская кухня, оахаканская кухня основана на таких основных продуктах питания, как кукуруза, фасоль и перец чили, но существует большое разнообразие других ингредиентов и способов приготовления пищи из-за влияния разнообразной географии штата и коренных культур. Кукуруза и многие виды фасоли были впервые выращены в Оахаке. Известные особенности кухни включают такие ингредиенты, как шоколад (часто употребляемый в горячем виде со специями и другими ароматизаторами), сыр Оахака, мескаль и жареные кузнечики (чапулинес), а также такие блюда, как тлаюда, тамале в оахакском стиле и семь известных разновидностей соуса моле. Эта кухня получила высокую оценку и была прорекламирована такими экспертами по еде, как кулинарный антрополог Диана Кеннеди и эксперт по мексиканской кухне Рик Бэйлесс, что способствует привлекательности штата для туристов.

## Различия

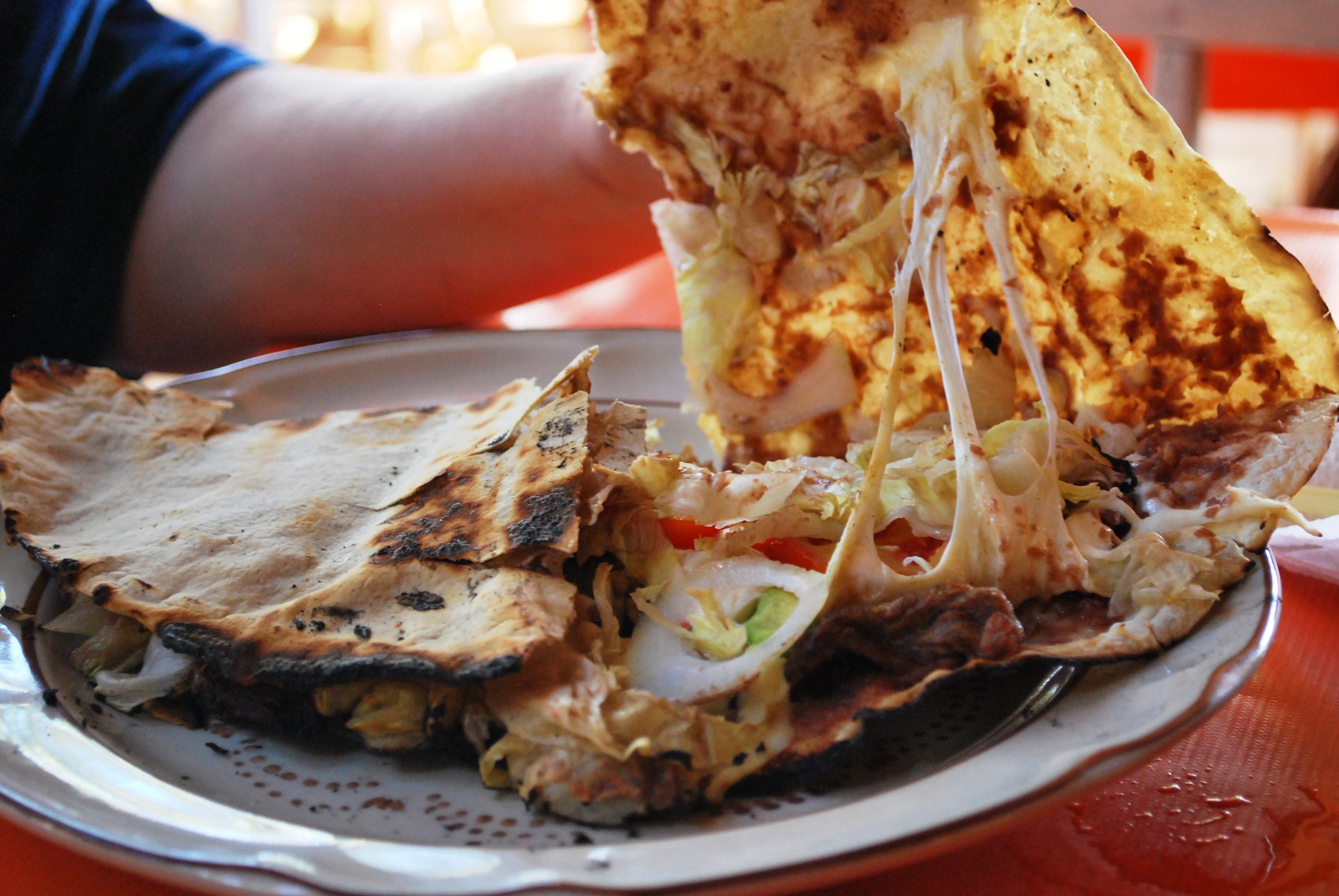
Тлаюда с мясом, сыром и другими продуктами подается в Масунте

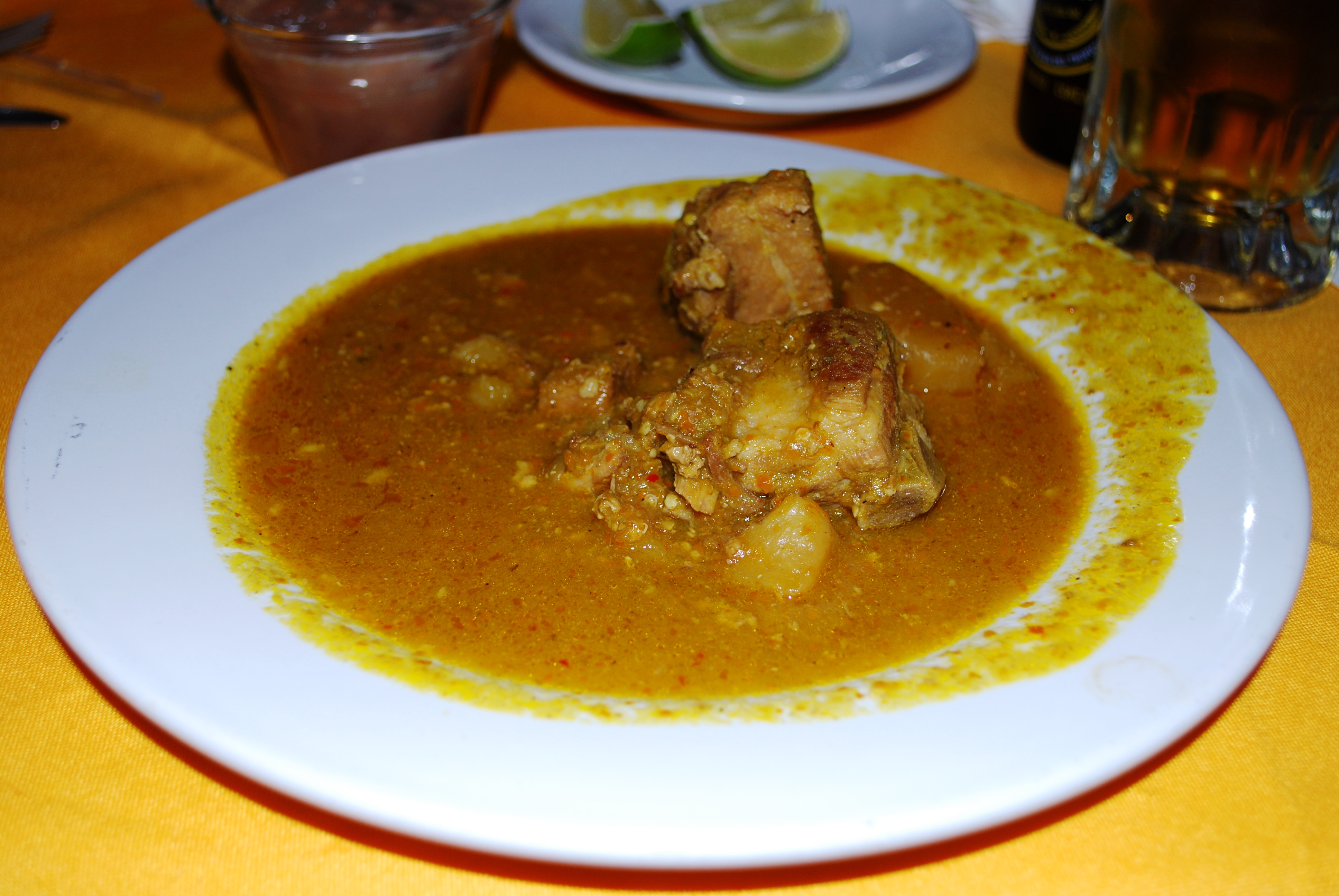
Чилиахо, региональное моле из Уахуапан-де-Леона

Благодаря горным хребтам в штате есть несколько климатических зон и культур, что делает кухню самой разнообразной в Мексике.  В штате есть прибрежные районы с морепродуктами, регионе Центральной долины выращивается большое разнообразие овощей, а район около Веракруса обеспечивает круглогодичные поставки тропических фруктов. Здесь также проживает семнадцать признанных коренных народов, которые вносят свой вклад в кулинарные традиции. 
Кулинария каждого региона штата характеризуется местными ингредиентами и, в некоторой степени, методами приготовления. Одним из примеров является кухня народа трики, которые известны своим приготовлением барбекю на углях. Однако, несмотря на богатые кулинарные традиции, Оахака является бедным штатом, и многие жители испытывают недостаток питания.
Основным продуктом питания Оахаки является кукуруза – неотъемлемая часть рациона жителей Мексики уже более 7000 лет. Кукурузу обычно сушат и измельчают для создания теста, которое используется для множества блюд, включая энтоматаду, эмпанаду и тамале. Тортильи называются бландас и являются частью практически каждого приема пищи.  Основным вкусовым агентом является перец чили, имеющий такие разновидности, как амарильо, чилуаклес, чилкостлес и костеньос, но самым отличительным является чили пасилья оахакенья.  Характерные травы включают оха санта, часто используемую в блюдах из курицы, свинины и рыбы, а также в моле верде, наряду с эпазоте и питиона. 
Два известных аспекта местной кухни – это употребление шоколада в качестве напитка и различных съедобных насекомых, особенно кузнечиков, называемых чапулинес. Менее известные региональные деликатесы включают мороженое с лепестками роз и цветки тыквы, которые добавляют в эмпанадас, кесадильи, супы и многое другое.
Что касается бобовых, в кухне Оахаки отдается предпочтение черной фасоли во многих вариантах: ее готовят с анисом и подают в виде супа, добавляют в качестве гарнира к уличной еде или добавляют в яичницу-болтунью в жареных яйцах.
Еще одним отличительным ингредиентом является сыр Оахака, также называемый кесильо, который используется для приготовления эмпанадас, тортас и тлайудас.

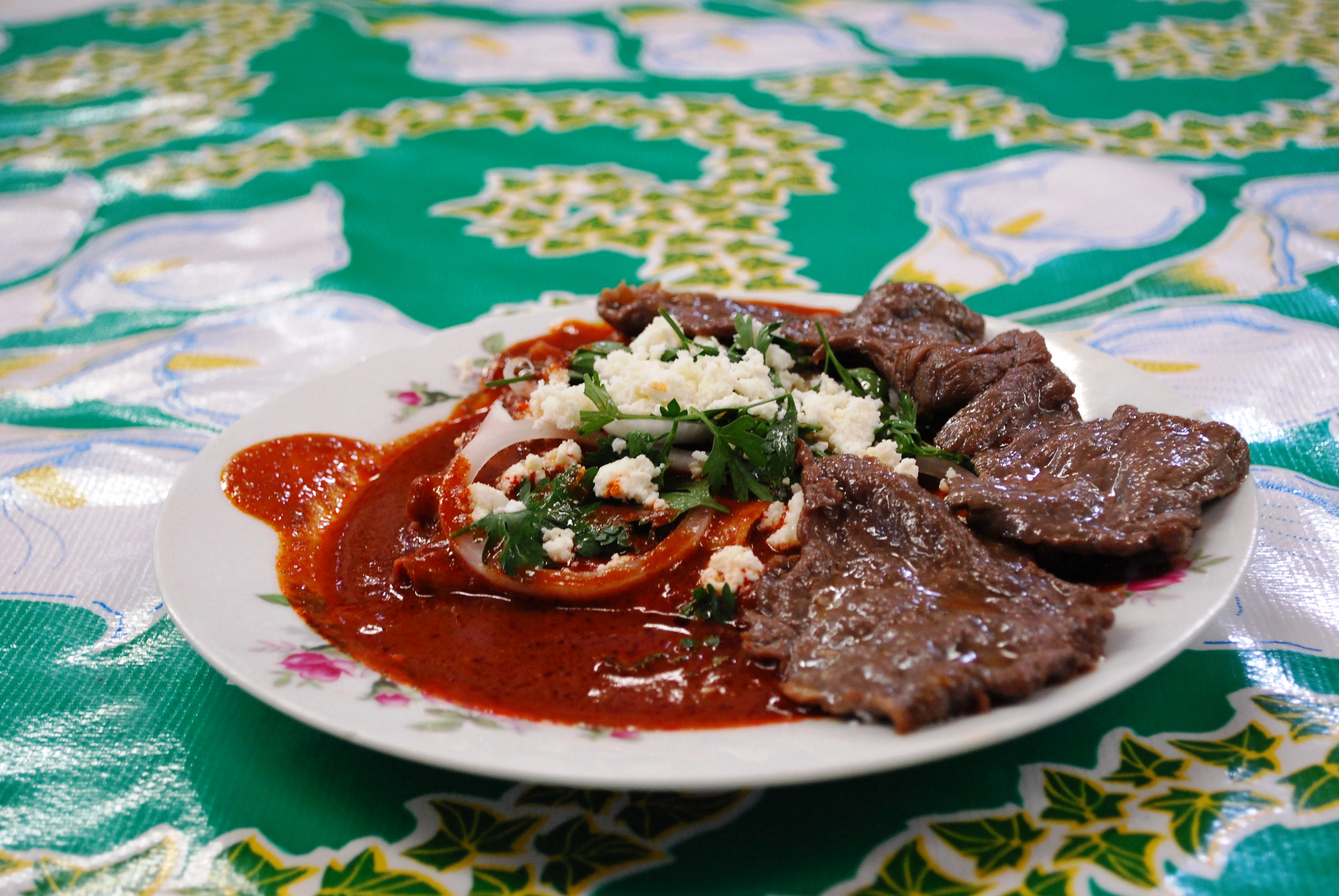
Энчиладас с говядиной

Оахакская кухня различается в зависимости от региона, но ряд блюд можно найти практически во всех частях штата. Тлайудас — это большие лепешки с начинкой из фасоли, гуакамоле, мяса или морепродуктов и сыра. Самые традиционные оахакские тамале — большие, завернутые в банановые листья с начинкой моле. Другие разновидности тамале включают амарилло (желтый), верде (зеленый), раджас (полоски перца чили), чепил, элоте (свежая кукуруза) и дульсе (сладкий) . На перешейке Теуантепек есть вариант с мясом игуаны, а вдоль побережья он может содержать морепродукты. Оахака славится своим шоколадом, который традиционно измельчают вручную и смешивают с миндалем, корицей и другими ингредиентами, обычно пьют как горячий напиток.  Другие известные блюда Оахаки включают чоризо оахакеньо, тасахо, чечина энчилада, косидо оахакеньо и различные соусы, такие как молкахете, чинтекстле, боррача, чили пасилья, гуахильо-и-ахо и гусанитос. Помимо шоколада, другие типичные напитки включают мескаль, различные виды атоле, чампуррадо и различные напитки на фруктовой основе.

## Регион Центральных долин

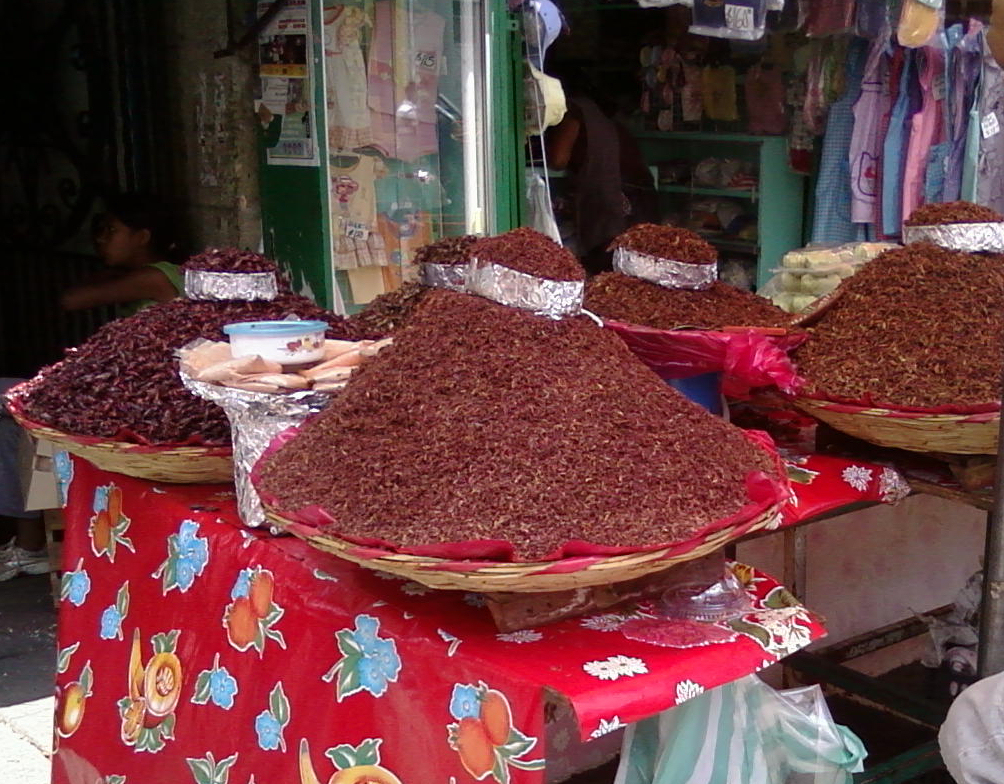
Чапулинес на рынке

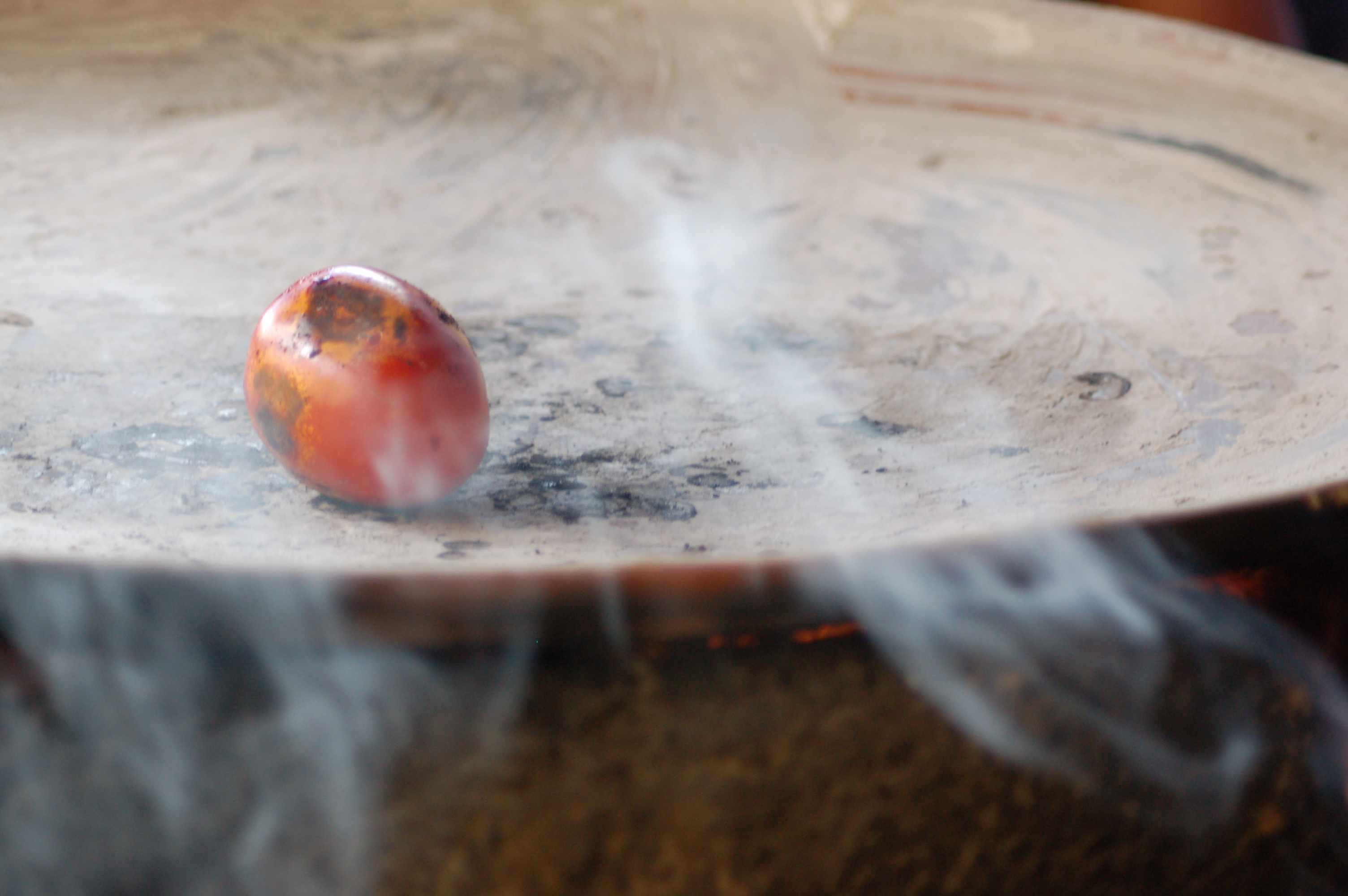
Помидоры, запеченные на глиняной сковороде

Кулинарным центром штата является его столица с тем же названием, Оахака , расположенная в так называемом регионе Центральных долин. Хотя доминирующей коренной группой здесь были сапотеки с доиспанского периода, также ощущалось влияние других групп, таких как миштеки.  Жители Оахаки выращивали кукурузу, фасоль, тыкву и другие культуры на протяжении тысячелетий. В сельских, особенно индейских, деревнях домохозяйства по-прежнему сильно зависят от этих продуктов питания, при этом способы их выращивания мало изменились, в основном на небольших участках. Местная кухня сохраняет большую часть своего местного колорита, например, блюда, приготовленные без жира (неизвестные до прибытия испанцев), и использование обилия овощей и трав долины, особенно в ее моле. Однако, будучи столицей штата, она также получила влияние из других частей Оахаки.

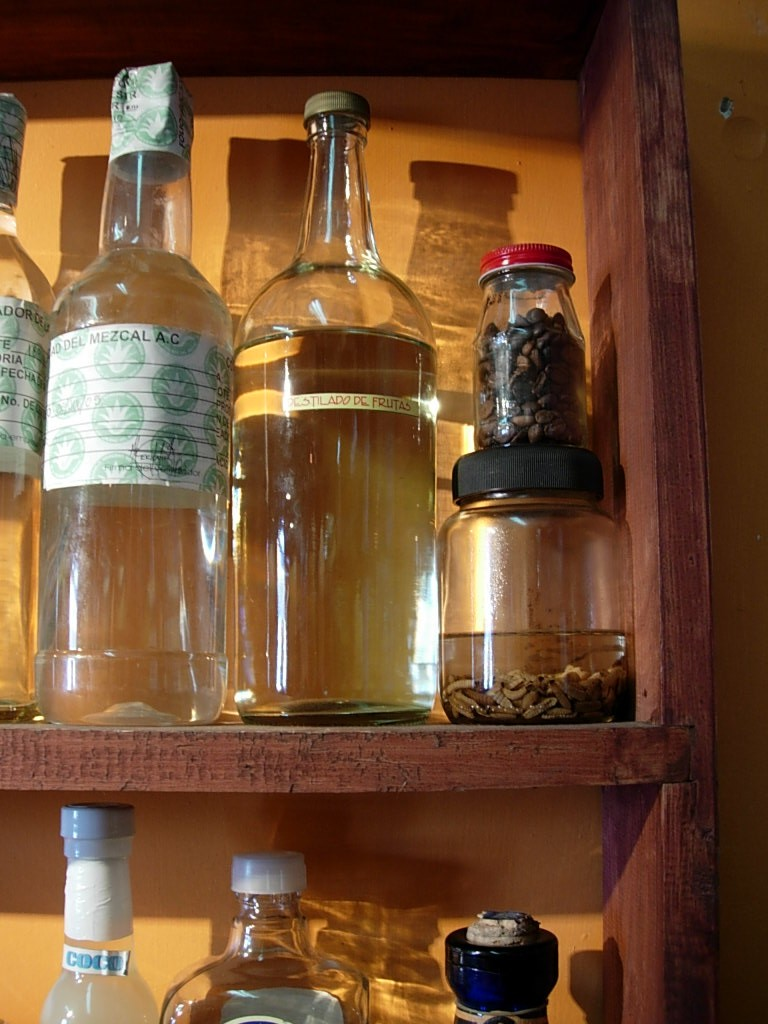
Бутылки мескаля

Самый известный район производства мескаля в штате находится здесь, между городами Оахака и Митла, вдоль шоссе, ведущего к перешейку Теуантепек. Как и текилу , мескаль делают из сваренных сердечек растения агавы, но вкус у него совсем другой. Его описывают как дымный, и обычно его пьют в чистом виде. Он бывает нескольких разновидностей и может содержать такие ароматы, как миндаль, кофе и апельсин. 
Родственный традиционный напиток — агуамиель , безалкогольный сок растения агавы.
Значительную часть местной кухни можно попробовать на многочисленных рынках, где продаётся как широкий ассортимент ингредиентов, так и готовые блюда. На каждом рынке есть зоны с прилавками с едой. Один из самых известных — рынок 20 ноября, где можно найти всё: от моле до горячего шоколада с хлебом пан-де-йема. Здесь также есть отдел, специализирующийся на мясных блюдах, таких как тасахо и чоризо , которые готовятся на заказ и подаются с большими кукурузными лепешками, гуакамоле и различными жареными и свежими овощами.
Несмотря на географическую удаленность Центральной долины, этот район является одной из кулинарных столиц Мексики, а его еда получила высокую оценку и была прорекламирована такими экспертами в области еды, как Элис Уотерс, Рик Бэйлесс, Сусана Триллинг и Диана Кеннеди. Эта акция помогла поддержать туристическую индустрию района, поскольку люди приезжают, чтобы попробовать еду. Одной из достопримечательностей, привлекающих все большее внимание, является «Фестиваль еды богов» в столице. В дополнение к дегустациям еды, здесь проводятся кулинарные мастер-классы, которые проводят местные шеф-повара. Также доступны дегустация вина и мескаля, изготовление шоколада, экскурсия на кофемолке и туры к археологическим памятникам и местным деревням с традиционными ремеслами. В настоящее время в городе Оахака базируется ряд профессиональных шеф-поваров. В этом городском центре есть ряд высококлассных ресторанов, таких как La Biznaga и Los Danzantes, которыми управляют профессиональные шеф-повара, но все они работают над тем, чтобы смешать оахаканскую кухню с современной кухней. Все они также зависят от местных рынков и ферм, где можно приобрести ингредиенты. Сусана Триллинг — автор, шеф-повар и телеведущая, которая руководит кулинарной школой «Времена моего сердца» в Оахаке .

## Шоколад

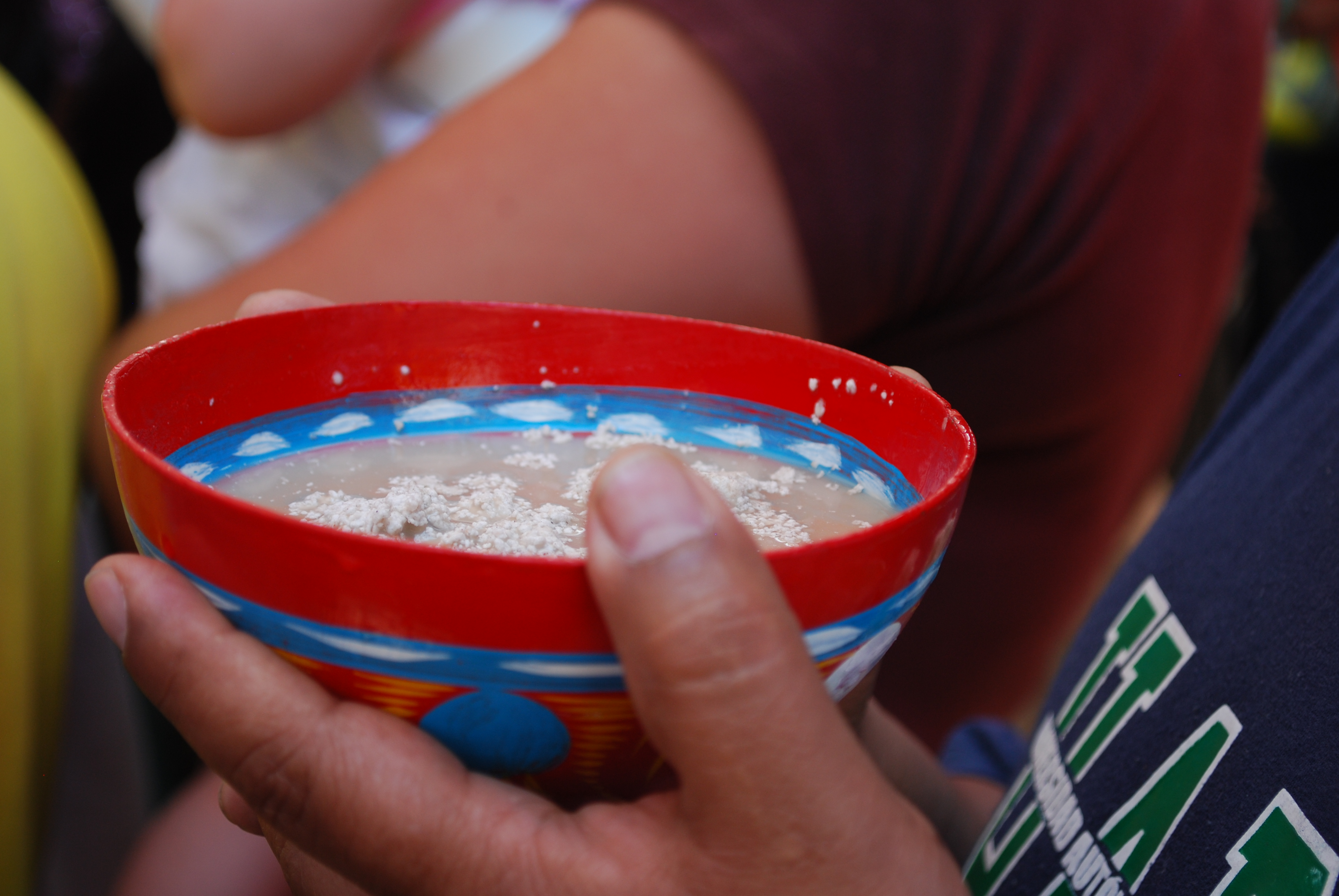
В Заачиле техате подают в расписной чашке из тыквы

Оахака — важный производитель и экспортёр кофе, но ещё более важным напитком является шоколад. Оахака — один из мексиканских штатов, производящих какао, наряду с Веракрусом, Табаско, Чьяпасом, Морелосом, Герреро и Мичоаканом. Какао и шоколад использовались в штате в качестве еды, напитков и лекарств. В прошлом какао-бобы служили своего рода деньгами.

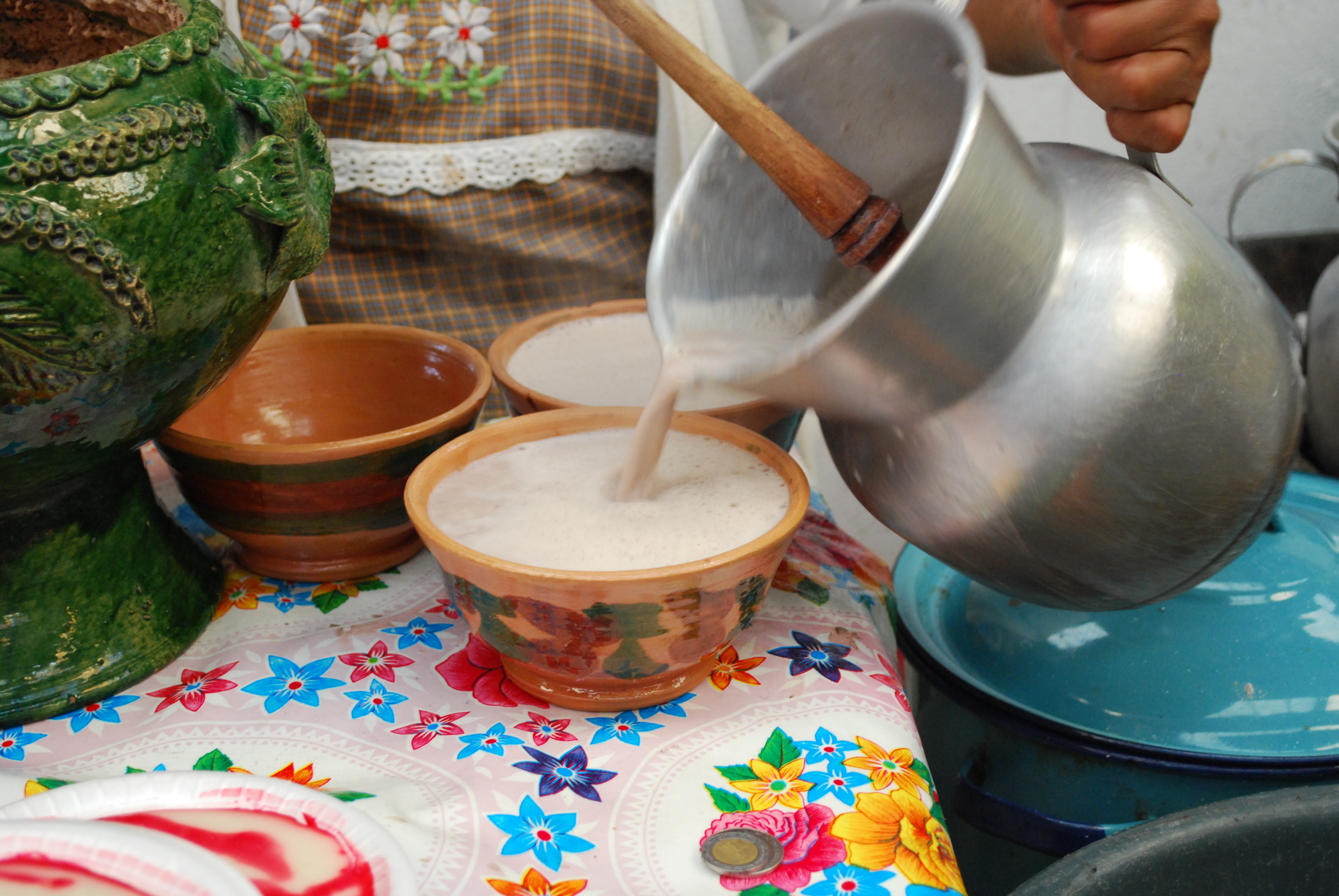
Женщина разливает шоколад и молоко на прилавке муниципального рынка в Вилья-де-Этла

В центре города Оахака различные предприятия перемалывают и готовят какао для горячих шоколадных напитков, моле и других напитков. Самым известным из них является El Mayordomo. Внутри их большие мельницы перемалывают бобы, которые затем смешивают с сахаром и другими ароматизаторами, такими как миндаль и корица. Большая часть какао перерабатывается для питья. Горячий шоколад готовят из шоколадной смеси с водой или молоком и нагревают в кастрюле или кувшине. Перед подачей создают пену с помощью специального инструмента, который быстро вращают, трением ручек между ладонями. Полученный какао-напиток, содержащий пену, называется Позонке.
Хотя шоколад чаще всего употребляется в виде горячего напитка, он также является важным ингредиентом холодного напитка под названием техате. Этот продукт готовят из ферментированной кукурузы, какао и семян плодов мамеи. Его традиционно подают в высушенных и окрашенных тыквах. Техате обычно можно найти в городах недалеко от Оахаки. Он похож на посол из Чьяпаса. Раньше этот напиток считался полноценным блюдом. Однако техате становится менее распространённым и его всё сложнее найти. 

## Семь Моле

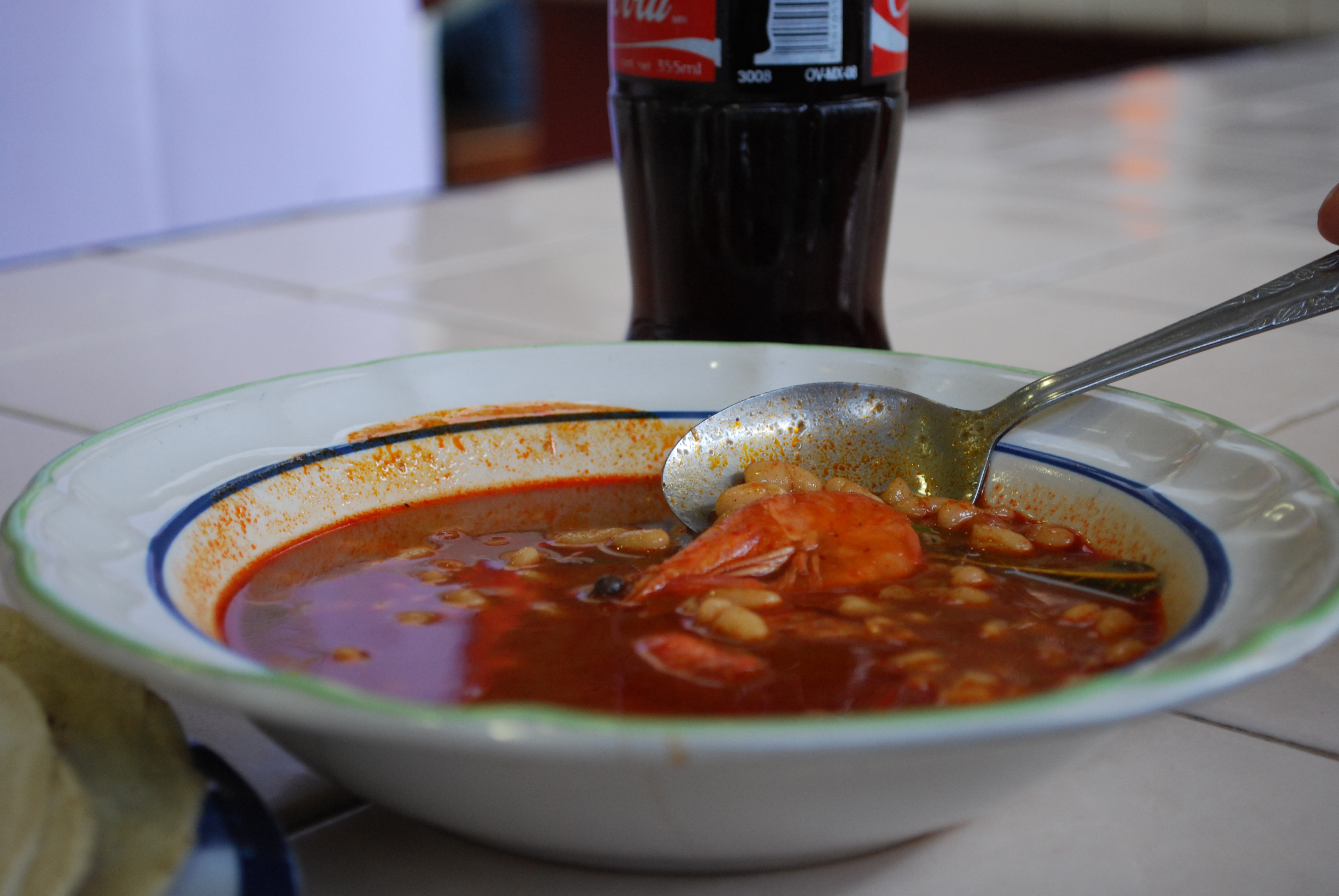
Белая фасоль и креветки с моле колорадито

В Оахаке известно более двухсот способов приготовления моле — сложного соуса на основе одного или нескольких перцев чили. Однако семь из них наиболее примечательны, благодаря чему штат получил прозвище «земля семи моле». Оахакские моле требуют множества ингредиентов и длительного приготовления, поэтому их традиционно подают только по особым случаям.  Ингредиенты для моле традиционно готовились путем измельчения на зернотёрке; сегодня, однако, их обычно готовят с помощью блендеров и пищевых мельниц, которые измельчают и смешивают многие ингредиенты. В зависимости от того, что кладут в моле, ингредиенты поджаривают или обжаривают, затем смешивают с другими, чтобы получился соус, который затем варят на медленном огне. Рецепты различаются от повара к повару. Хотя в двух из семи моле используется шоколад, это не самый важный ингредиент .  Оахакские моле подают с курицей, свининой и говядиной; Однако в моле соус важнее мяса.
Название, цвет и ингредиенты отличают семь основных моле Оахаки, называемых negro (черный), amarillo (желтый), coloradito (красноватый или красного цвета), mancha manteles (краситель для скатертей), chichilo (названный в честь основного перца), rojo (красный) и verde (зеленый). Все моле, за исключением verde, можно хранить в виде пасты и готовить позже, разбавляя куриным бульоном. Mole negro является самым известным и сложным из блюд, содержащим от двадцати до тридцати с лишним ингредиентов, в зависимости от рецепта. Mole negro слегка сладковатый, черного цвета и содержит шесть различных видов перца чили, бананы, лук, помидоры, томатильо, гвоздику, корицу, шоколад, орехи, тортильи, листья авокадо и многое другое в зависимости от рецепта. Чтобы получить желаемый черный цвет, перец чили должен быть хорошо поджарен, но не сгорел. Mole amarillo содержит зеленые помидоры, лук, чеснок, тмин, гвоздику, перец чили анчо, перец чили гуахильо и ходжа санта или кинзу, и украшается луком, лаймом и орегано. Mole coloradito имеет кирпично-красный цвет и содержит перец чили анчо, помидоры, чеснок, семена кунжута, миндаль, корицу и орегано. Mancha manteles имеет красный цвет и использует перец чили анчо, помидоры, чеснок, лук, тимьян, гвоздику и миндаль. Другой красный моле – чичило, в котором используются перец чили чихуакле, негро, пасилья и мулато, помидоры, майоран, душистый перец, гвоздика и листья авокадо. Rojo, как следует из названия, имеет красный цвет и содержит такие ингредиенты, как шоколад, перец чили гуахильо, лук, помидоры, чеснок, орегано, орехи и семена кунжута. Mole verde содержит томатильо, зеленый перец чили, лук, чеснок, тмин, гвоздику, анчо, перец чили гуахильо, ходжа санта, эпасоте и петрушку. Он имеет легкий и пряный вкус. Из всех соусов верде приготовить проще всего, так как он не требует поджаривания и регидратации перцев чили.

## Чапулинес
В штате употребляют в пищу различных насекомых, включая муравьев и личинок агавы, но самые известные из них — кузнечики, называемые  чапулинес. Хотя их едят и в других частях Мексики, чапулинес наиболее популярны в районе Центральных долин Оахаки. Они являются важным источником белка в сельской местности и деликатесом в городе Оахака. Их ели задолго до прибытия испанцев, и обычно они служат приправой или закуской, а иногда и основным блюдом. Их приготовление и продажа — это постоянное занятие для многих и важный источник дохода для многих сельских семей. Их даже отправляют в Соединенные Штаты.
Употребляемых в пищу кузнечиков собирают с полей кукурузы и люцерны. Они полуодомашнены, живут дольше и размножаются быстрее, чем те, что обитают в дикой природе. Сезон сбора насекомых приходится на сезон дождей, с конца весны до начала зимы. Этот период начинается с вылупления новых кузнечиков, называемых нимфами. Они имеют сладкий вкус, что позволяет им продаваться дороже. Более взрослые кузнечики, как правило, имеют слегка горьковатый вкус.
Очищенных кузнечиков готовят, погружая их в кипящую воду, приправленную чесноком и лаймом . Чаще всего их едят прямо с костра с лепешкой, но их также жарят с порошком чили в качестве закуски (особенно с мескалем), а также их можно найти в более изысканных блюдах, в соусе или смешанных с яйцами.